# 盧加 (塞內加爾)
盧加是塞內加爾西北部的城鎮，也是盧加區的首府，距離首都達喀爾203公里，海拔高度44米，面積18平方公里，居民主要來自農業，2007年人口82,884。

## 友好城市
- 法國阿韦龙省米约 （1962年）

## 外部連結
- Peace Corps Senegal, Louga Page
- MSN Map - elevation = 44m[永久]

15°37′00″N 16°13′00″W / 15.61667°N 16.21667°W